# Tulcea
Tulcea [ˈtult͜ʃe̯a] (deutsch Tultscha) ist eine Stadt in Rumänien und Hauptstadt des gleichnamigen Kreises Tulcea. Die Stadt in der Landschaft Dobrudscha liegt an der Donau. Im Jahr 2021 hatte die Stadt ungefähr 65.624 Einwohner.

## Lage
Tulcea liegt nahe der Grenze zwischen Rumänien und der Ukraine auf sieben Hügeln am rechten Donauufer, genau an der Stelle, an der die Donau eine scharfe Biegung in Richtung Osten bildet. Am gegenüberliegenden Ufer, in der Schlinge der Krümmung, liegt Tudor Vladimirescu, ein ehemals selbstständiger Ort namens Carantena, der heute ein Ortsteil von Tulcea ist. In 15 Kilometer Entfernung befindet sich der Internationale Flughafen Tulcea.

## Geschichte

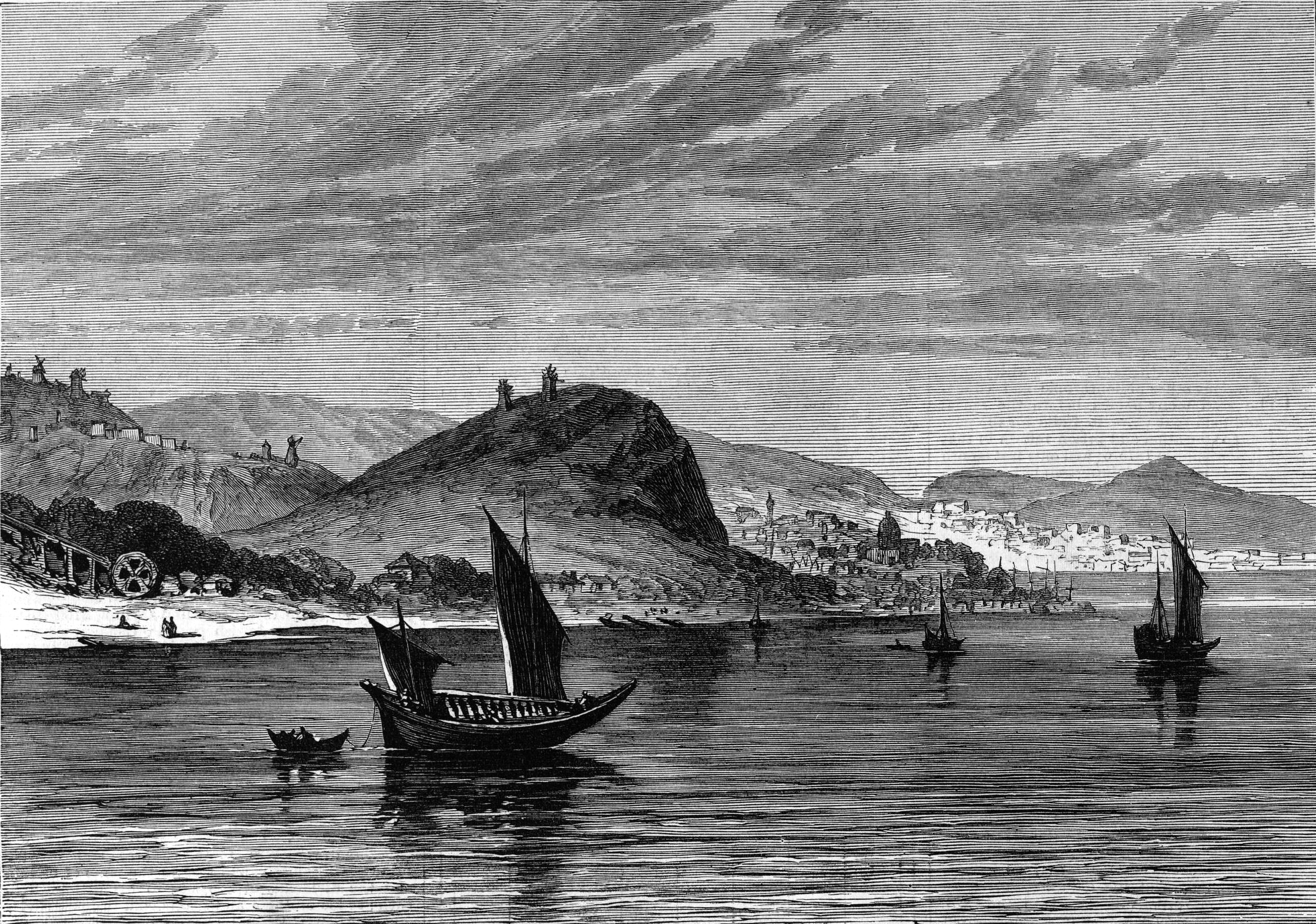
Tulcea 1877

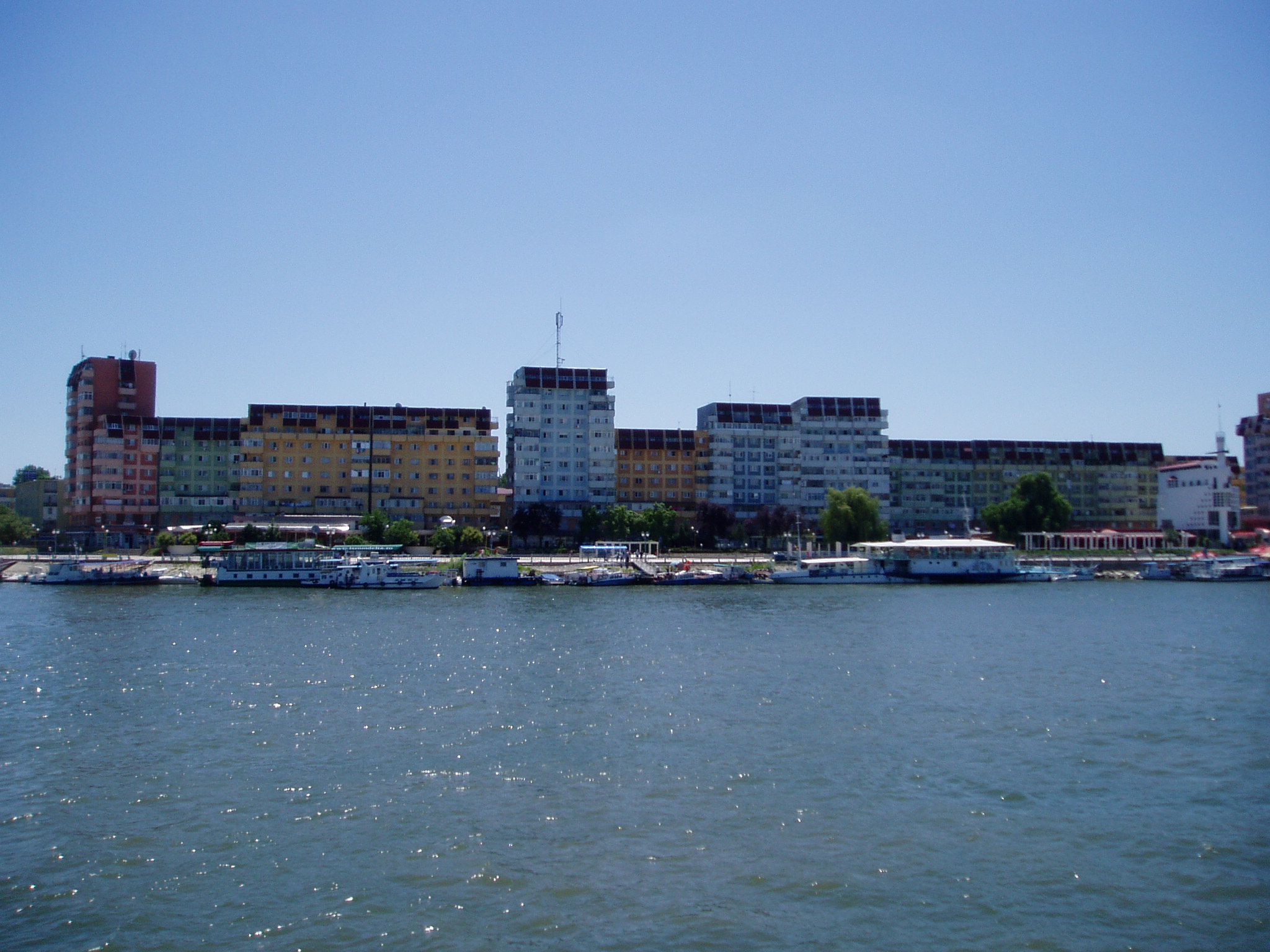
Die Skyline von Tulcea

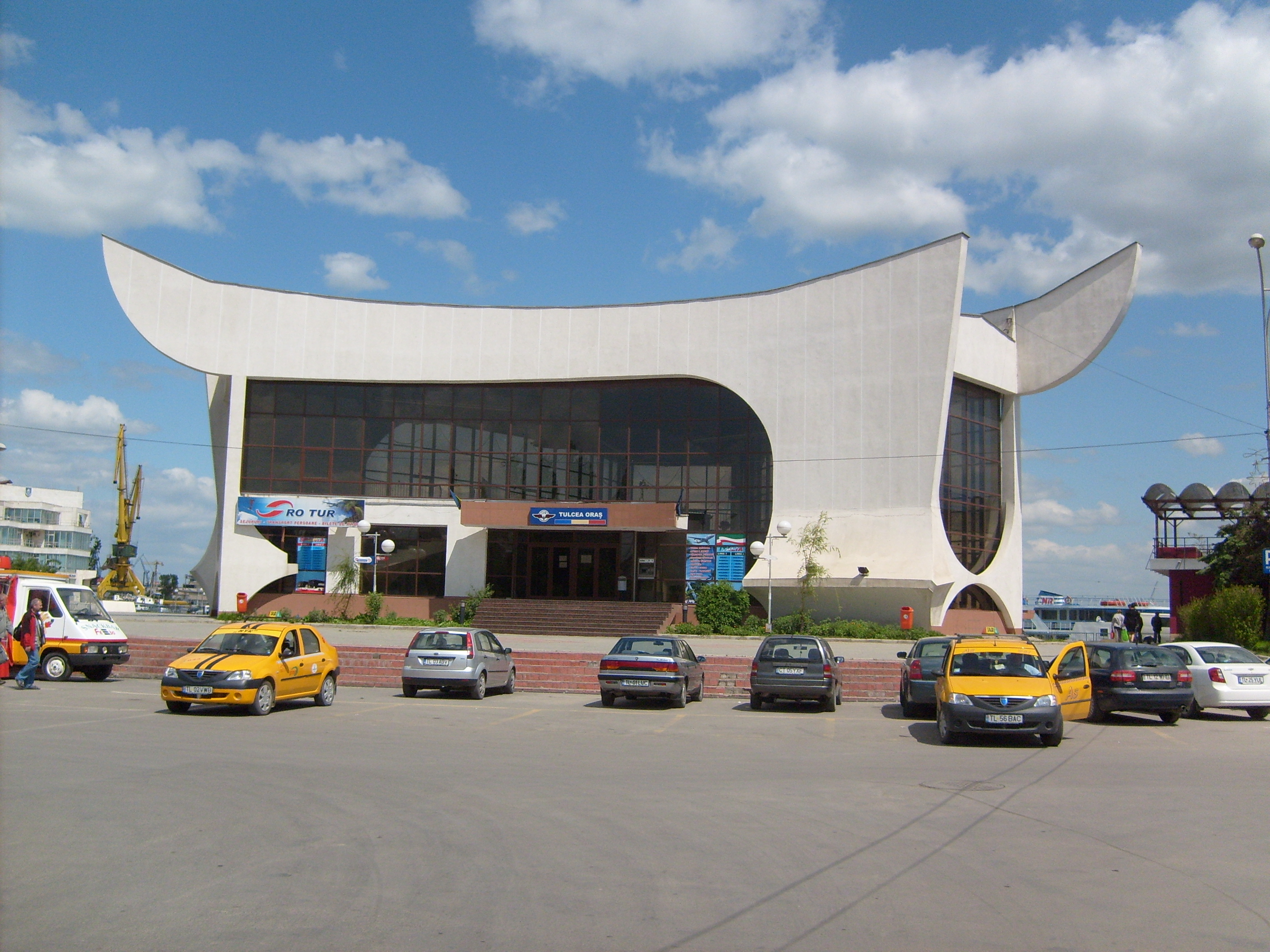
Bahnhof Tulcea

Die im 8. Jahrhundert v. Chr. gegründete Stadt wurde im 3. Jahrhundert v. Chr. unter dem Namen Aigyssos erstmals erwähnt; auch Diodor erwähnt es. Ovid führt in seinem Werk Epistulae ex Ponto den damaligen Namen der Stadt auf den dakischen Gründer Carpyus Aegyssus zurück.
Tulcea ist seit dem Altertum eine bedeutende Hafenstadt. Nach ihrer Eroberung durch die Römer im ersten Jahrhundert war sie Basis der römischen Nordost-Flotte. Die römische Legion I Iovia Scythica war mit einem Truppenteil dort stationiert und bewachte als Legio ripariensis („Uferlegion“) an der Donau die Grenze zum Barbaricum. Später stand die Stadt unter wechselnder Herrschaft durch Byzanz (5. und 6. Jhd.), Bulgarien (vom 6. bis 10. und 12. bis 14. Jhd.), Genua (vom 10. bis 13. Jhd.) und lokale Königreiche wie das bulgarische Despotat Dobrudscha sowie die Walachei unter Mircea cel Bătrân.
Im Jahr 1417 wurde die Stadt durch das Osmanische Reich erobert und in Hora-Tepé bzw. Tolçu umbenannt. Bulgaren errichteten 1807 hier das erste private Krankenhaus auf der Balkanhalbinsel. Am 11. (23.) März 1854 wurde Tulcea von der russischen Armee im Laufe des Krimkrieges erobert, die Truppen mussten die Stadt jedoch im Juni 1854 verlassen, um an den Kampfhandlungen auf der Halbinsel Krim teilzunehmen. Im Jahr 1860 erhielt der Ort als Bezirkshauptstadt den Rang einer Stadt. Bis 1878 war Tulcea Bischofssitz des Bulgarischen Exarchats. Nach dem Berliner Kongress von 1878 wurde Tulcea gemeinsam mit der Norddobrudscha Rumänien zugesprochen. Noch bis 1940 war Tulcea überwiegend von Bulgaren besiedelt, die jedoch nach dem Vertrag von Craiova die Stadt verließen.

## Wirtschaft

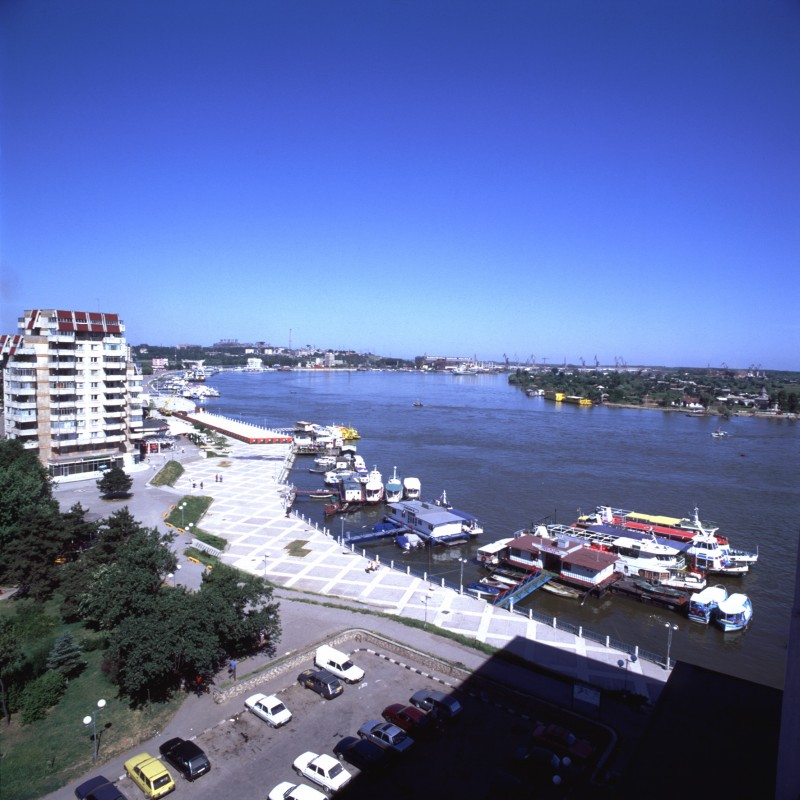
Hafen von Tulcea (2003)

Tulcea ist nach wie vor eine bedeutende Hafenstadt, außerdem Basis der rumänischen Flussmarine und gilt als Tor zum Donaudelta, das als Weltnaturerbe unter Naturschutz steht. Außerdem besitzt die Stadt einen kleinen Regionalflughafen. Tulcea ist eine wichtige Industriestadt mit Werften und Textilindustrie. Die größte Schiffswerft wurde in den 1960er Jahren unter Ceaușescu gebaut und war der größte Arbeitgeber im Ort. Nach der Wende gab es weniger Aufträge und die Zahl der Mitarbeiter musste verringert werden.
Darüber hinaus gibt es in Tulcea eine große Aluminiumhütte. Die Fabrik musste nach der politischen Wende wegen Umweltproblemen ihre Produktion einstellen. Doch um 2002 hatte sich ein russischer Investor gefunden, der die Herstellung wieder aufgenommen hat, jedoch in kleineren Mengen. Eine schrittweise Modernisierung der Verhüttungsanlagen läuft.
Ab den 1990er Jahren wurde der Tourismus zu einem neuen bedeutenden Wirtschaftsfaktor. Dementsprechend nahm die Zahl der Hotels und Ausflugsunternehmen zu.

## Verkehr
- Tulcea ist Endstation der Bahnstrecke Medgidia–Tulcea. Das im Hafen am Donauufer gelegene moderne Bahnhofsgebäude wurde 1972 fertiggestellt. Es wurde nach den Plänen der Architektin Irina Rosetti errichtet.
- Der Flughafen Tulcea liegt 15 km südwestlich der Stadt.[6]

## Schifffahrt
- Von Tulcea aus fahren während der Sommersaison regelmäßig Fahrgastschiffe in das Biosphärenreservat Donaudelta. Diese Schiffstouren werden auch Hotelgästen angeboten, vermittelt und teilweise organisiert.
- Ebenfalls bieten von Tulcea aus private Bootsbetreiber eine taxiähnliche Überfahrt nach Ismajil in der Ukraine an. Wegen der Formalitäten sollte ein eintägiger Vorlauf eingeplant werden.
- Der Hafen wurde in den letzten Jahren erweitert.

## Bauwerke

### Museen
- Geschichtsmuseum des Donaudeltas
- Volkskunstmuseum
- Kunstmuseum „G. Georgescu“

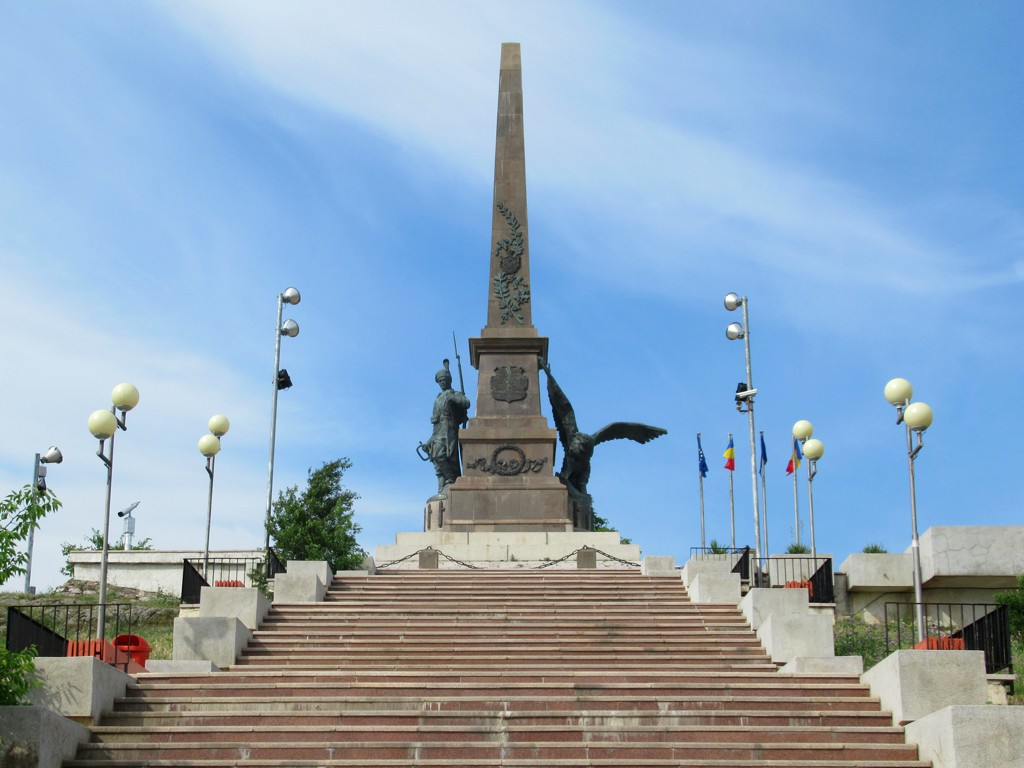
Unabhängigkeitsdenkmal

- Museum für Archäologie und Geschichte im Unabhängigkeitspark, in dessen Zentrum auf einem Hügel über der Donau ein 22 Meter hoher Granit-Obelisk, 1899 eingeweiht, steht[7]

### Kirchen

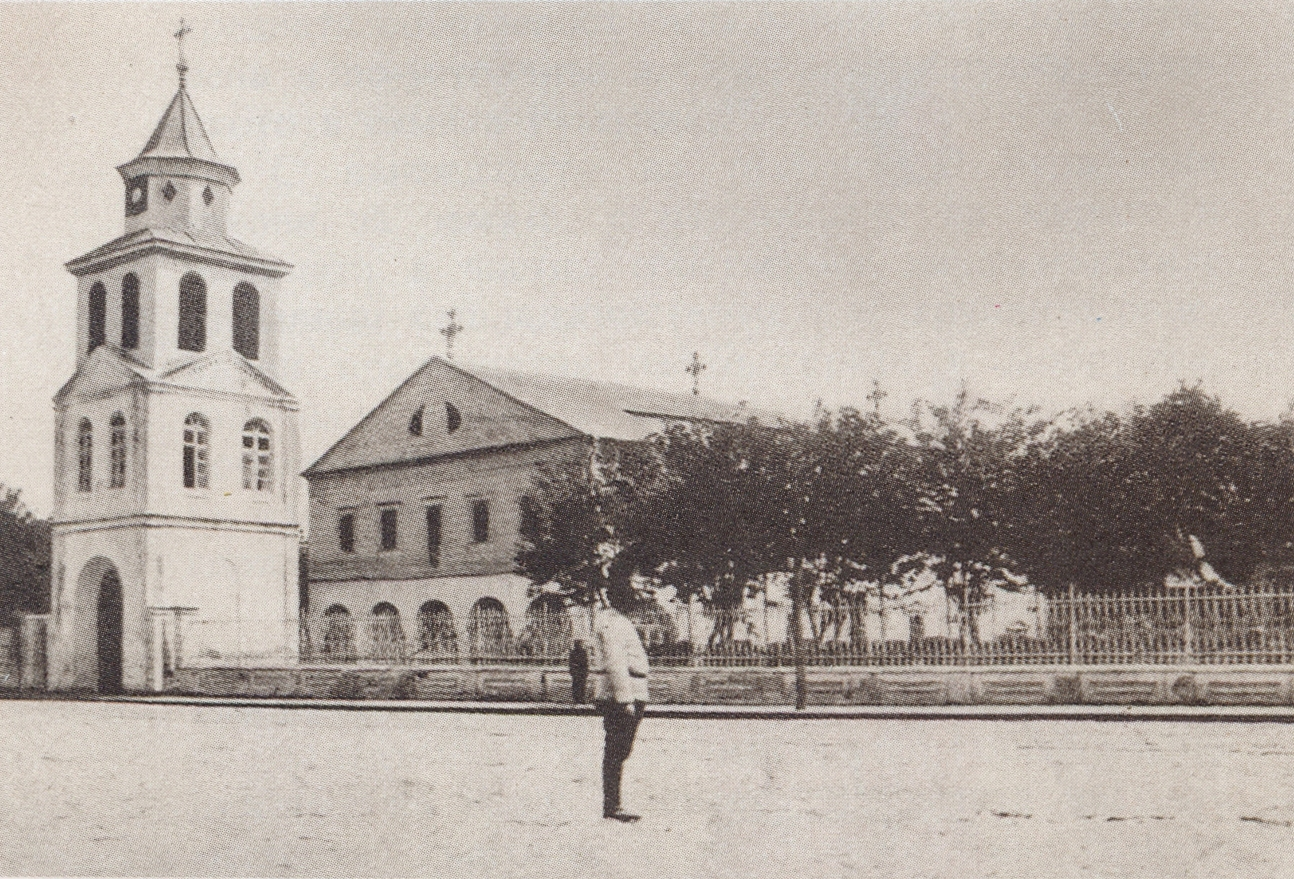
Die bulgarische Kirche Hl. Georg, Anfang des 20. Jahrhunderts

- Orthodoxe Bischofskirche Hl. Nikolai; 1865 errichtet, für deren Turmbau ein Erlass des Sultans, die sogenannte Irade, erforderlich war
- Moschee Azizie, die aus der zweiten Hälfte des 19. Jahrhunderts stammt und in charakteristisch türkischem Stil gebaut wurde
- Georgskirche mit der Darstellung des Drachentöters auf der Fassade und der einzigen Turmuhr der Stadt
- Rumänisch-Orthodoxe Kirche Heiliger König Constantin und Hl. Elena (Sf. Imparati Constantin si Elena),
wurde 1874–1876 gebaut; 1943, 1989 und 1994 restauriert und 2002 durch Erzbischof Theodosius neu geweiht[8]
- Römisch-Katholische Kirche Erzengel Michael (Biserica Sf. Arhanghel Mihail) in der Traian-Straße
Die Gründung der katholischen Gemeinde geht auf die Einwanderung von Familien aus Bessarabien in den 1840er Jahren zurück. Sie bauten sich 1860–1872 ein erstes Gotteshaus. Das war nicht von langer Dauer, sodass 1926–1929 ein neues Kirchengebäude entstand. Bei diesem gab es bald Probleme mit der Standfestigkeit, es musste abgerissen werden. Schließlich errichtete sich die Gemeinde 1992–2007 einen dritten Bau an der gleichen Stelle.[9] Dieser besitzt einen angebauten quadratischen neunstöckigen Glockenturm. Das Kirchenschiff ist modern gestylt, nur eine etwas aufwändigere Apsis mit Marmoraltar und Marmorambo bilden ihren Schmuck. Auf der Westempore fand eine elektronische Orgel ihren Platz und sie erhielt ein aus Farbglas gestaltetes Kreuz in der Wand.[10]
- Kirche der Pfingstgemeinde Emanuel
- Kirche der Altgläubigen Iwan Bogoslaw, 1868 errichtet und 1944 umfassend rekonstruiert
- Kirche Buna Vestire (an der gleichnamigen Straße)
- Kirche Schimbarea la Față (Verklärung des Herrn)
- Kirche der Heiligen Herrscher (an der Straße Nicolae Bălcescu)
- Baptistenkirche
- Kirche Inălțarea Domnolui (Gloria-Straße)
- Kirche Paraschiva

### Kulturbauten
- Kulturzentrum der Russischen Lipowaner
- Theater Jean Bart

### Klöster
Die sehenswerten Klöster Kloster Celic-Dere und Saon liegen etwa 25 Kilometer westlich von Tulcea.

#### Kloster Celic-Dere

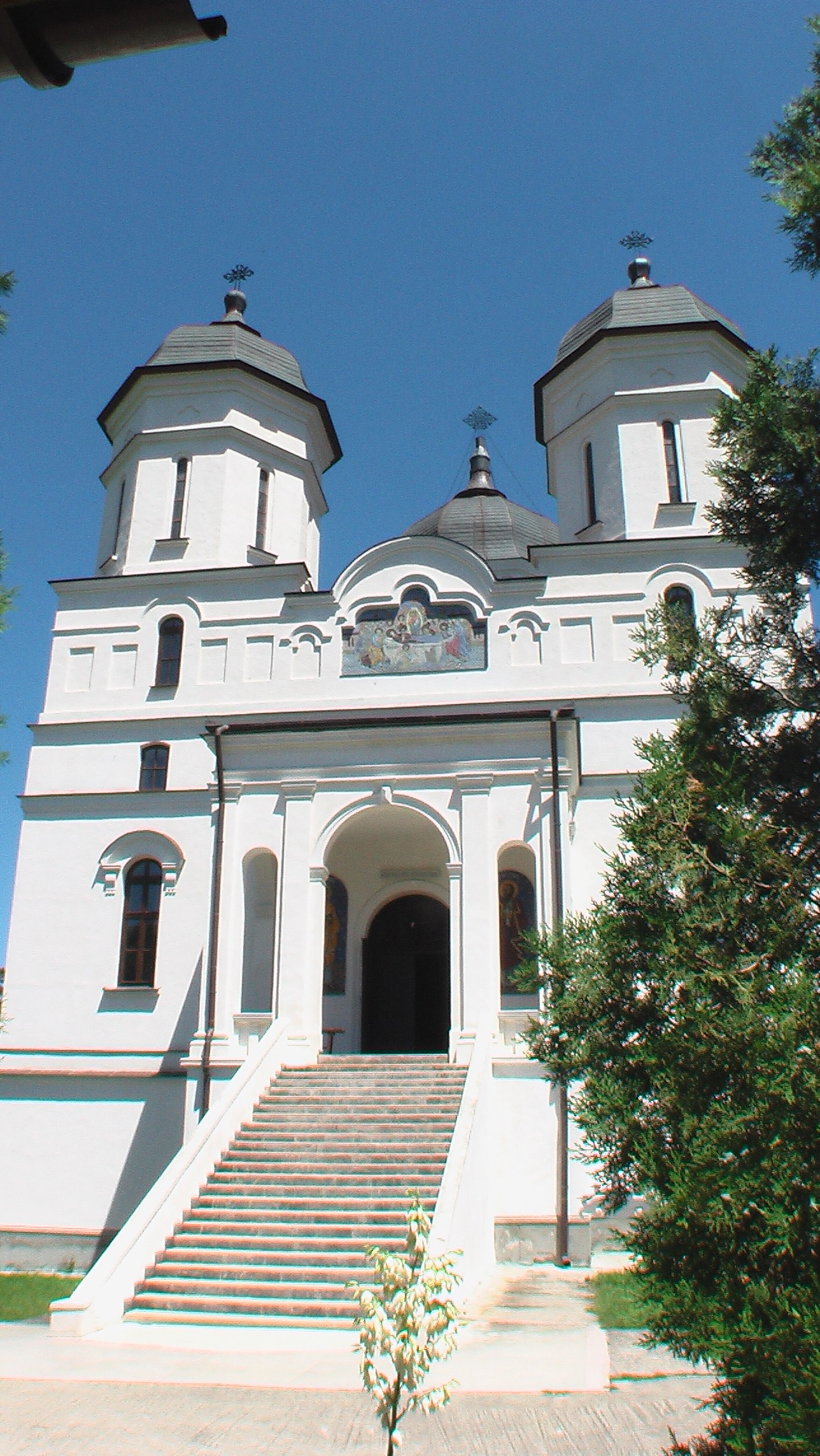
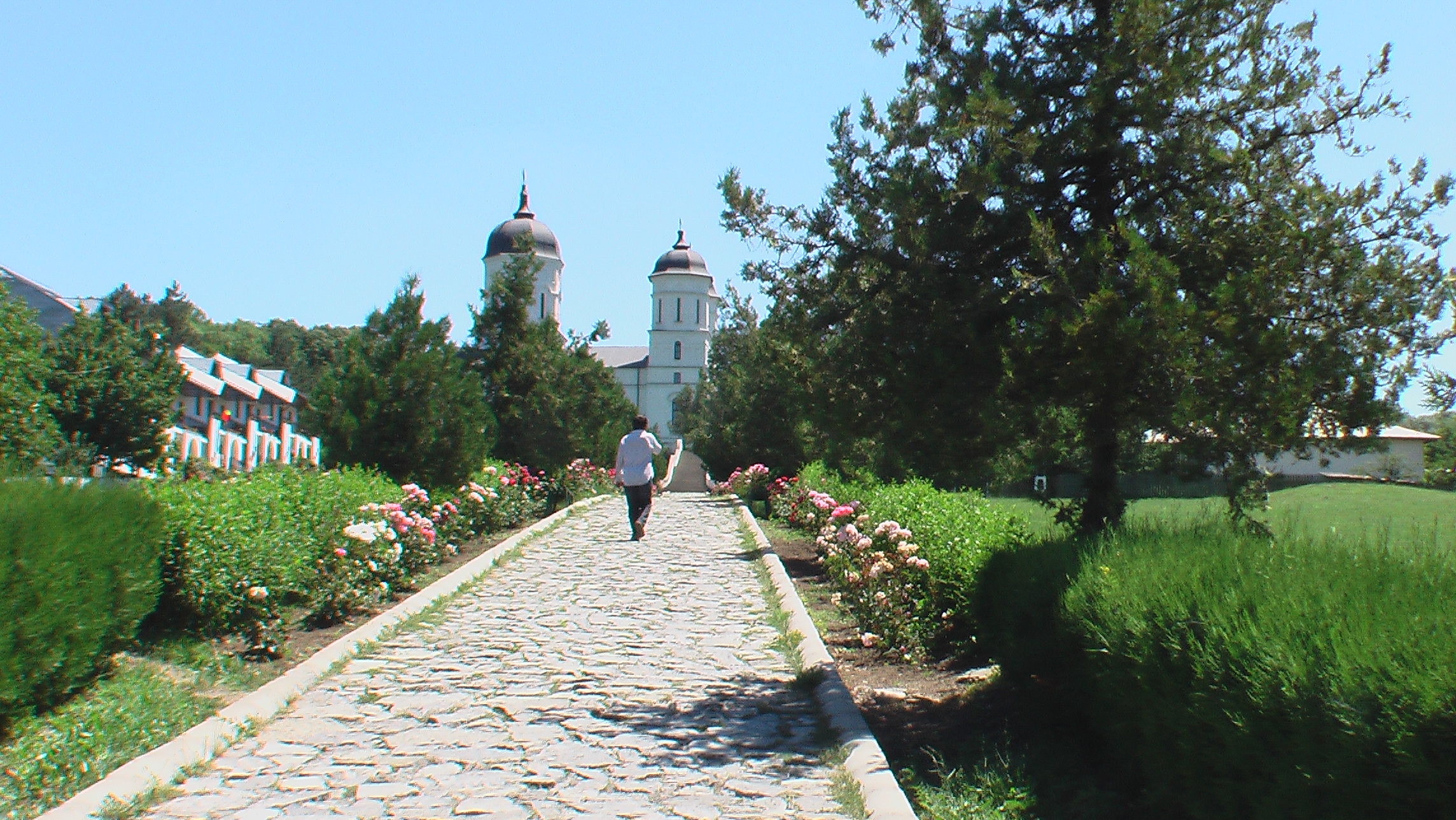
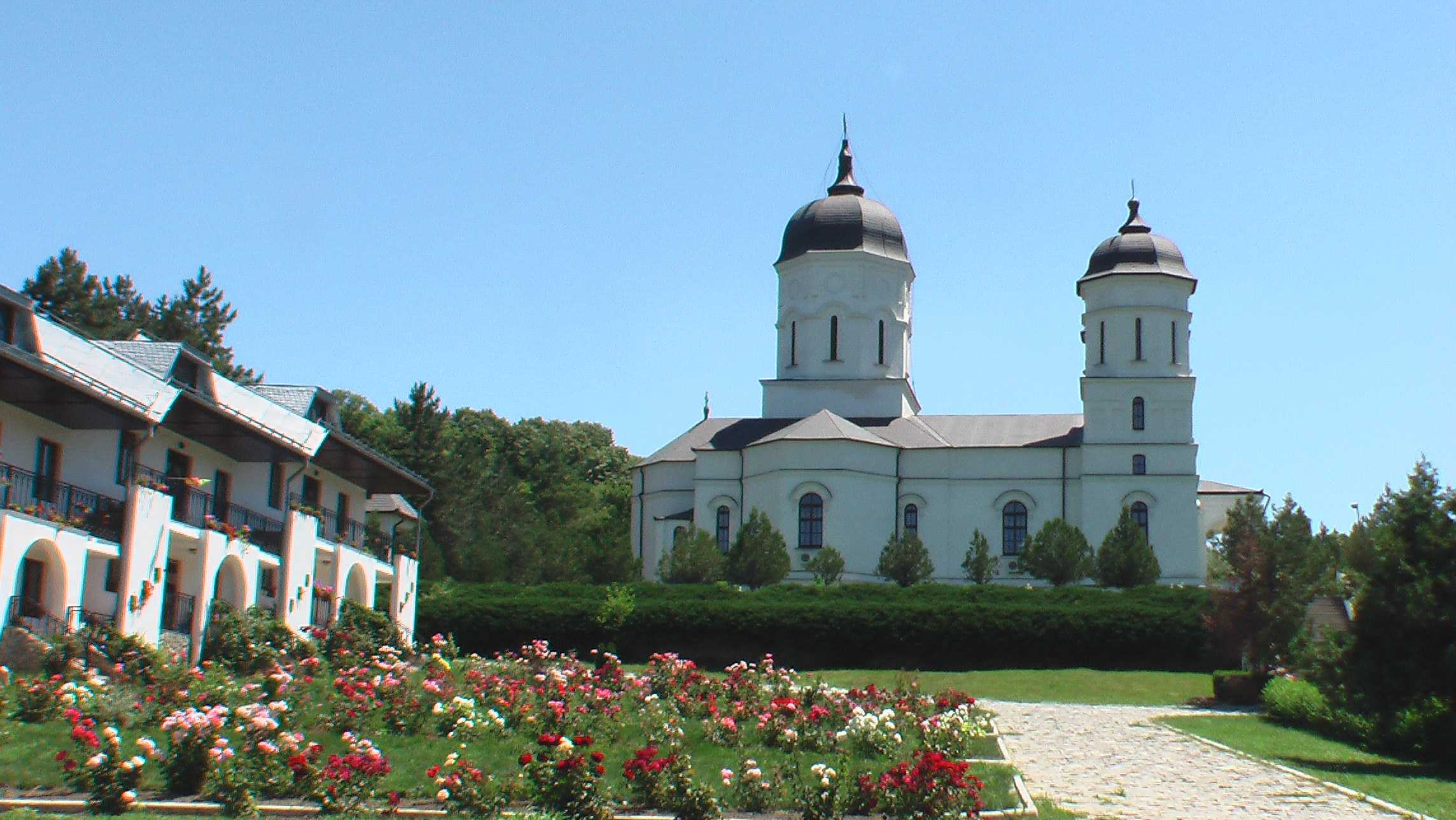
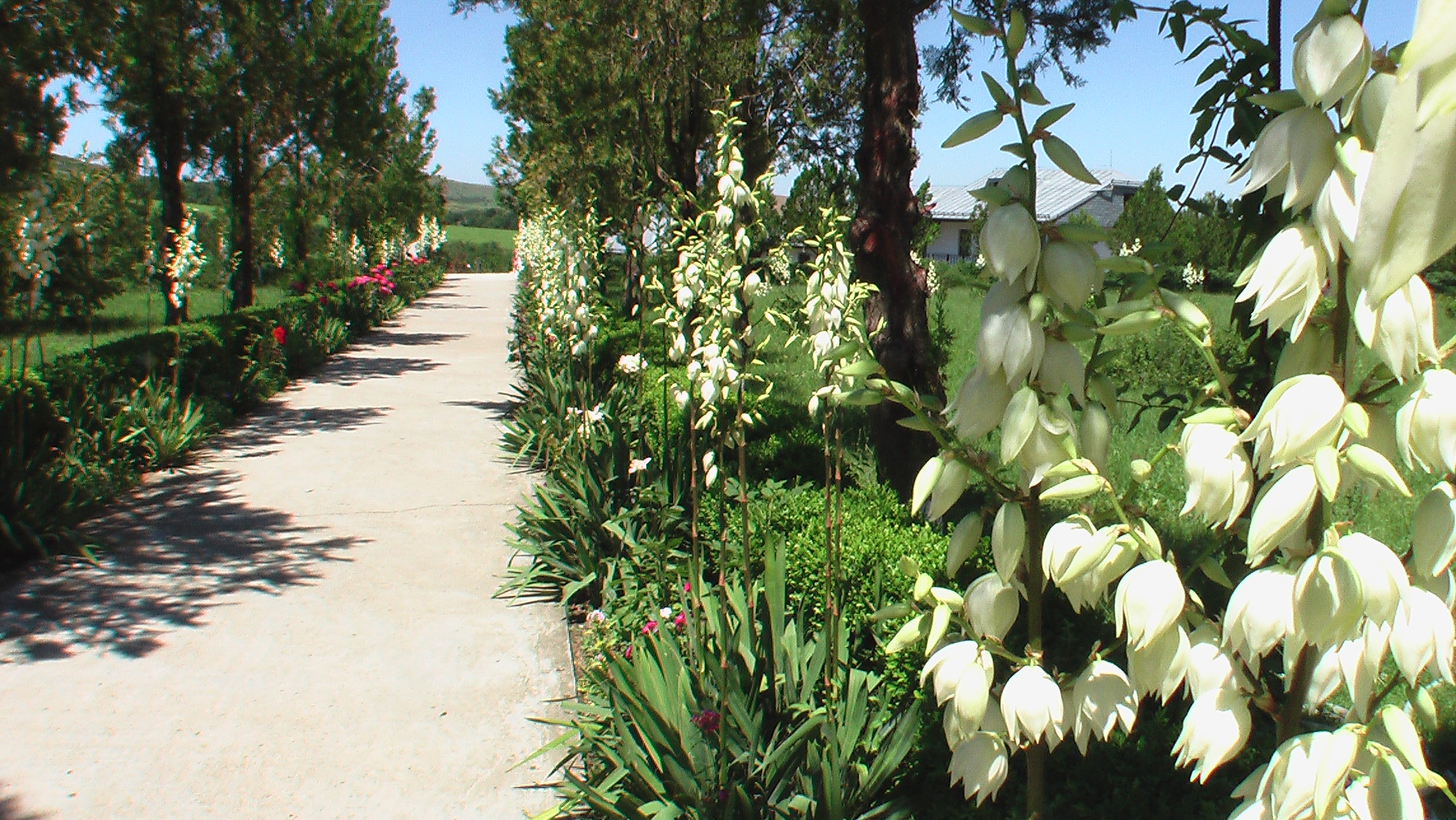

Die Klosteranlage in der Region Nord-Dobrudscha gilt als ein wichtiges Zentrum der Spiritualität zwischen der Donau und dem Schwarzen Meer. Der Name leitet sich von dem Fluss Celic Dere ab, der hier am Fuße des Hügels fließt und seinen Namen von den Türken erhielt.
Zur Entstehung gibt es drei unterschiedliche Erklärungen: Das Große Geographische Wörterbuch von Rumänien nennt als Gründer den Bischof Athanasius Lisifenco (1800–1880) mit dem Mönch Pais und als Jahr 1835. Lisifencos Gebeine befinden sich in einem silbernen Reliquienschrein in der Kapelle. Archimandrit Roman Sorescu führt das Kloster auf die Gründung um das Jahr 1840 durch rumänische und russische Mönche vom Berg Athos zurück. Überlieferungen aus dem Siebenbürgischen besagen, dass im 18. Jahrhundert Mönche vom Berg Athos eine kleine Klosterkirche und benachbarte Wohngebäude errichtet haben. Die Gebäude aus Lehm und Holz sollen etwa dort gestanden haben, wo sich heute der Friedhof befindet. Ein Brand habe die Anlage zerstört. Die heutigen steinernen Wohnzellen und die Klosterkirche entstanden zwischen 1901 (Grundsteinlegung) und 1925 nach Entwürfen der Architekten Thomas Dobrescu und Dumitru Berechet. Die Innenausgestaltung im Byzantinischen Stil stammt von dem Freskenmaler George Eftimiu aus Bukarest. Zu Beginn des 21. Jahrhunderts wurde die Anlage zu einem Nonnenkloster, dem Casiana Mareș als Äbtissin vorsteht.
Ansichten 2012

#### Kloster Saon

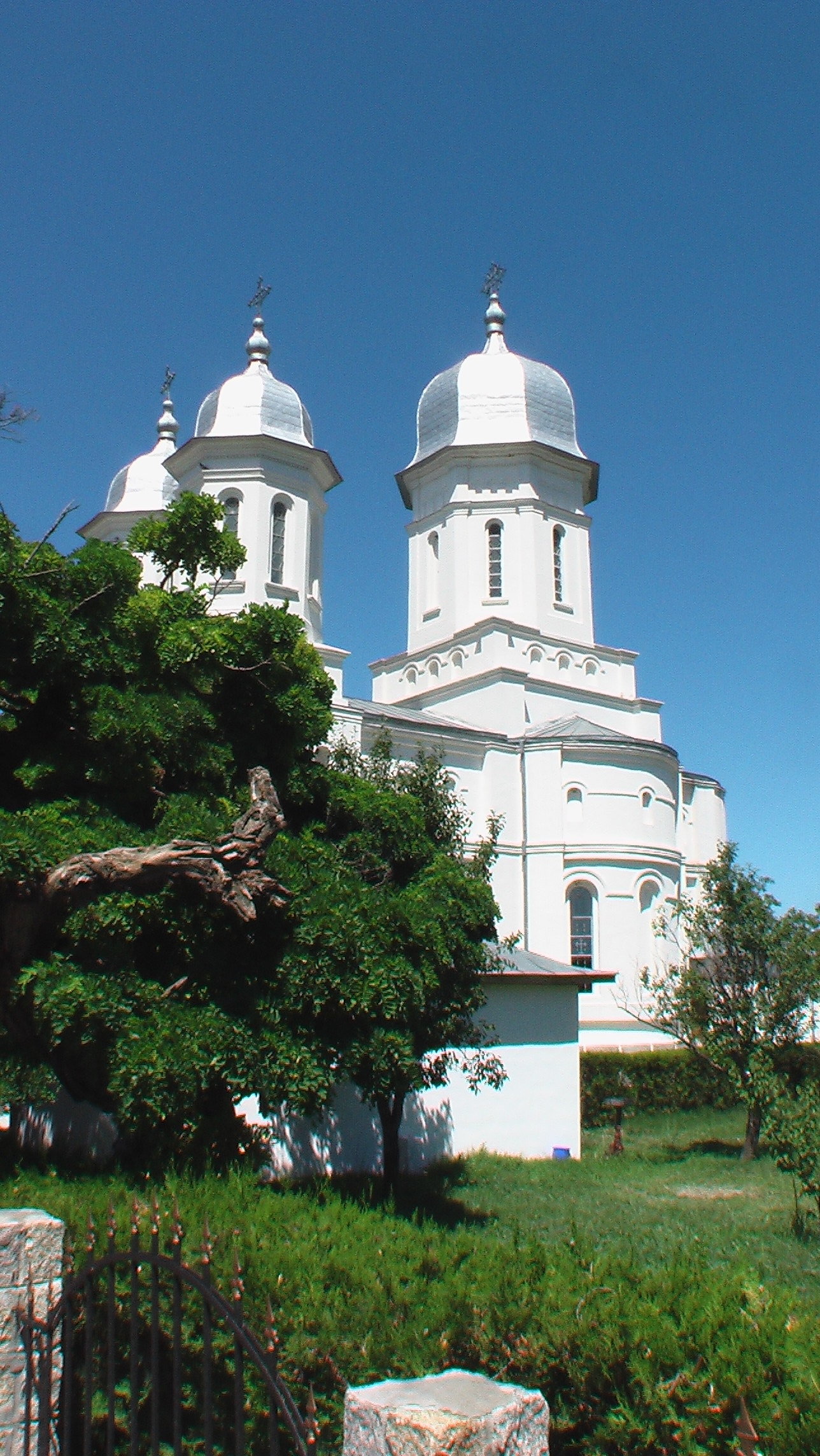
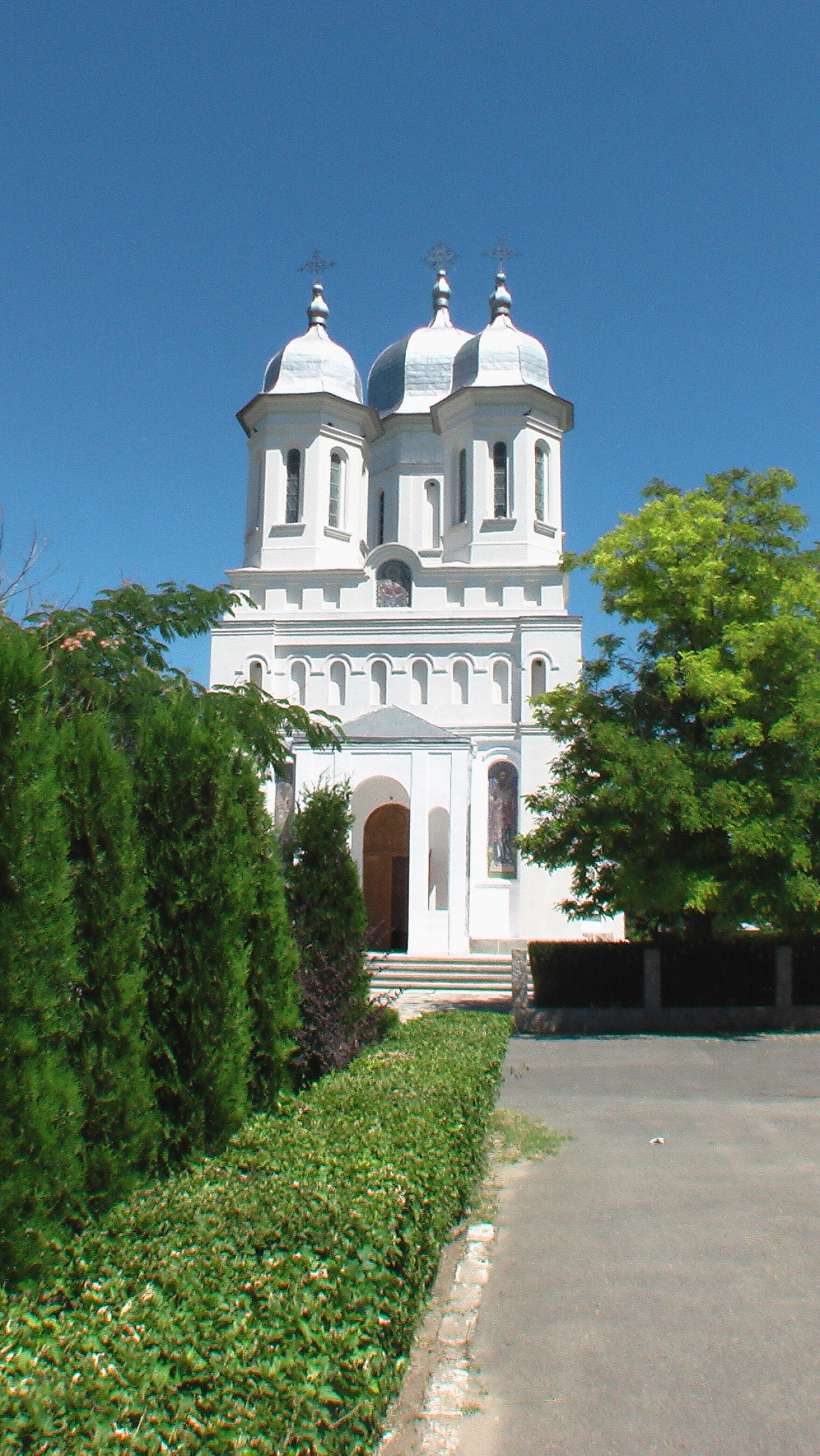
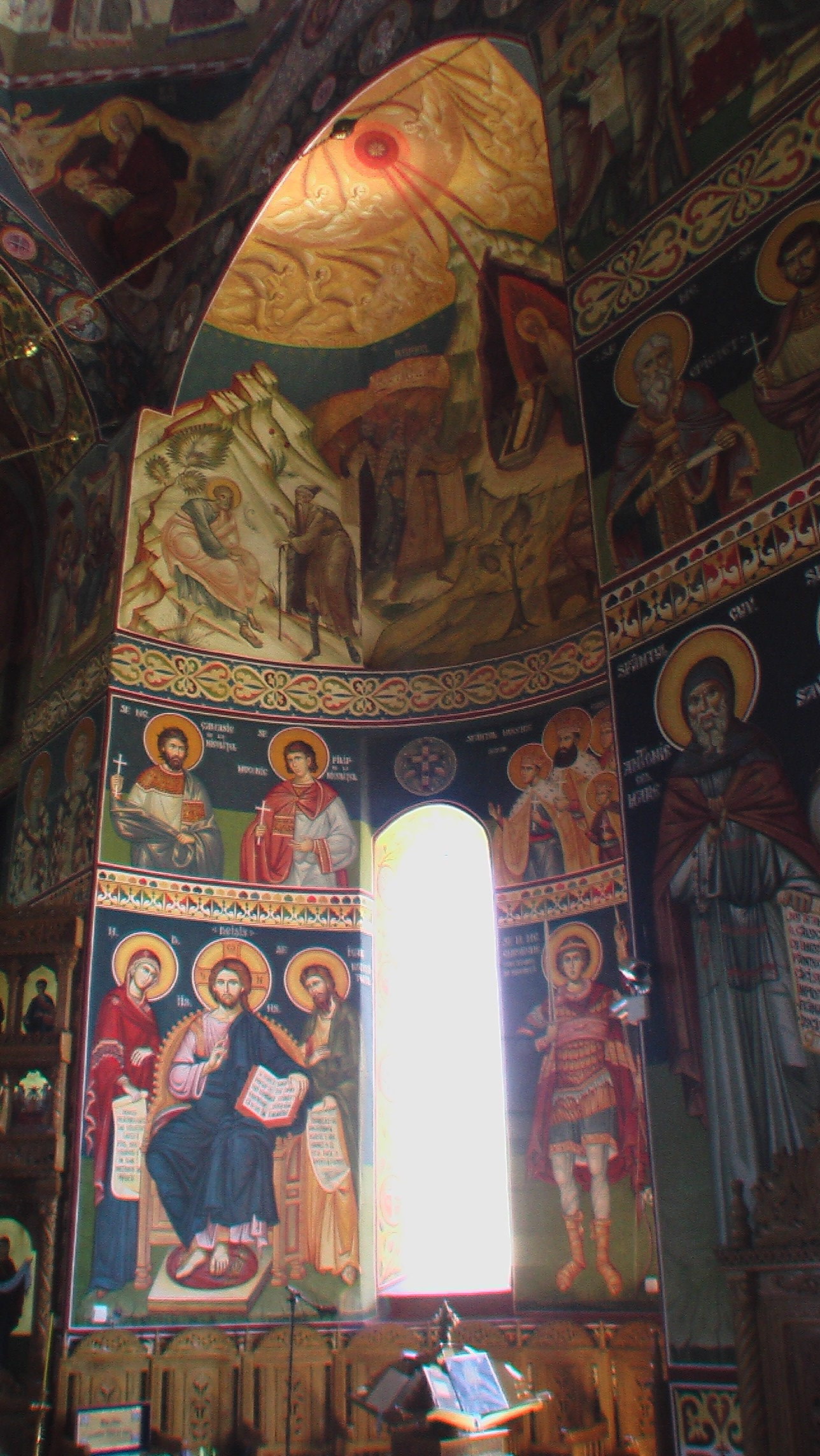
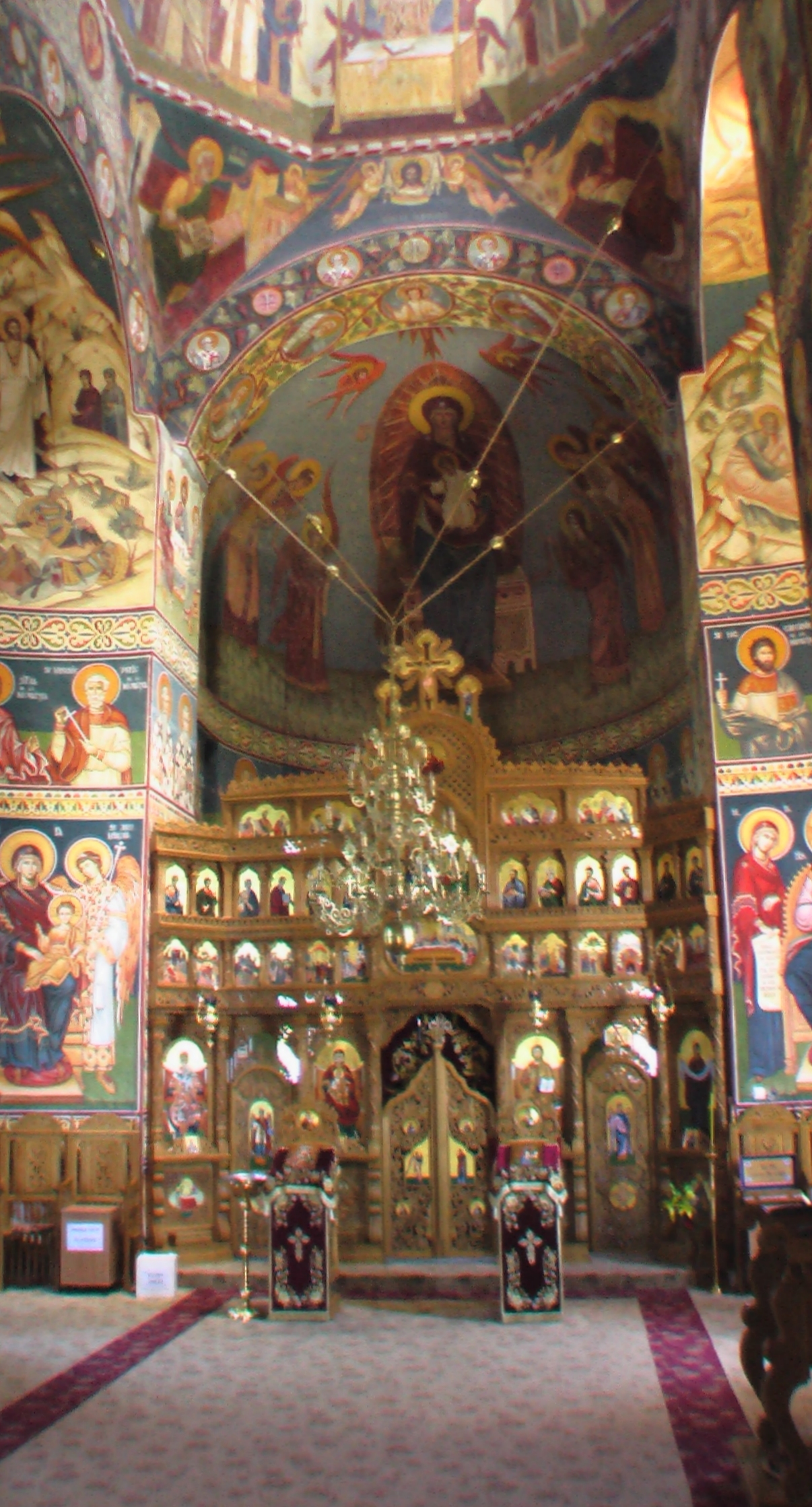

Das Kloster Saon liegt näher an der Stadt Tulcea inmitten einer Hügellandschaft mit Weinbergen. Es wurde von Mönchen, die aus dem Kloster Celic-Dere kamen, ab 1846 während der Türkenherrschaft aufgebaut. Zuerst gab es Wohnzellen und ein mit Apostel-Mosaiken geschmücktes Eingangstor. Im Jahr 1881 kamen weitere Mönche auf Empfehlung des Bischofs Josif Gheorgian nach Saon und begannen, eine Kapelle aus Stein und Holz zu errichten, die Christi Himmelfahrt genannt wurde. Im Jahr 1905 vernichtete ein Feuer das Gotteshaus. So entstand zwischen 1916 und 1945 die heutige Klosterkirche mit drei Kuppeln im byzantinischen Stil. Der Bau dauerte aufgrund des Ersten Weltkriegs und eines zerstörerischen Erdbebens 1940 so lange. Zwischen 1930 und 1959 diente die Anlage als Nonnenkloster. Danach gab Bischof Chesarie das Stift seiner ursprünglichen Bestimmung zurück. Doch in der Zeit der Sozialistischen Republik wurden die Mönche an der Ausübung ihrer Religion massiv behindert. Erst im Jahr 1990 erreichte Erzbischof Lucian Florea wieder die Unabhängigkeit des Klosters. Im gleichen Jahr fügte ein neues Erdbeben dem Kirchengebäude großen Schaden zu, der Zusammenbruch drohte. Mit den umfassenden Erneuerungsarbeiten zwischen 1991 und 2007 erhielt die Kirche ihre Stabilität und die reiche Ausstattung zurück, auch die Kapelle wurde erneuert. Am 2. September 2007 weihte Erzbischof Teodosie die Anlage wieder ein.
Ansichten 2012

## Söhne und Töchter der Stadt
- Georges Boulanger (1893–1958), Geiger
- Grigore Moisil (1906–1973), Mathematiker und Informatiker
- Igor Lipalit (1940–2021), Kanute
- Crin Antonescu (* 1959), Politiker
- Eugen Radu (* 1978), Rodler
- Mircea Axente (* 1987), Fußballspieler
- Ciprian Chiujdea (* 2001), Schauspieler
- Mihai Șavlovschi (* 2006), Leichtathlet

## Städtepartnerschaften
Tulcea unterhält mit folgenden Städten Partnerschaften:
- Aalborg, Dänemark (seit 1973)
- Suzhou, China (seit 1995)
- Fratta Polesine, Italien (seit 2001)
- Werkendam, Niederlande (seit 2001)
- Amasya, Türkei (seit 2002)
- Rovigo, Italien (seit 2003)
- Aprilia, Italien (seit 2003)
- Ismajil, Ukraine (seit 2003)
- Larnaka, Zypern (seit 2003)